# هیگلند اوییشن سرویسز
هیگلند اوییشن سرویسز (به انگلیسی: Hageland Aviation Services) یک شرکت هواپیمایی با کد یاتا H6 است که در تاریخ ۱۹۸۱ میلادی تأسیس شده‌است.
دفتر مرکزی هیگلند اوییشن سرویسز در انکوریج، آلاسکا، ایالات متحده آمریکا واقع شده‌است و به ۷۶ مقصد، پرواز مستقیم انجام می‌دهد.

## مقصدهای پروازی
1. آکیاچاک، آلاسکا (KKI) - فرودگاه اکیاچاک
2. آکیاک، آلاسکا (AKI) - فرودگاه اکیاک
3. آلاکانوک، آلاسکا (AUK) - فرودگاه آلاکانوک
4. امبلر، آلاسکا (ABL) - فرودگاه امبلر
5. انکوریج (ANC) - فرودگاه بین‌المللی تد استیونز انکوریج (قطب)
6. آنیاک، آلاسکا (ANI) - فرودگاه انیاک (قطب)
7. آن‌ویک، آلاسکا (ANV) - فرودگاه انویک
8. آتمااوتلواک، آلاسکا (ATT) - فرودگاه اتماوتلواک
9. آتکاسوک، آلاسکا (ATK) - فرودگاه اتکاسوک ادورد بورنل سر ممریال
10. بارو، آلاسکا (BRW) - فرودگاه وایلی پست-ویل راجرز مموری-ال (قطب)
11. Barter Island / کاکتوویک، آلاسکا (BTI) - فرودگاه بارتر آیلند لرس
12. بتل، آلاسکا (BET) - فرودگاه بتل (قطب)
13. برویگ میشن، آلاسکا (KTS) - فرودگاه برویگ میشن
14. باکلند، آلاسکا (BKC) - فرودگاه باکلند
15. چفورناک، آلاسکا (CYF) - فرودگاه چفورناک
16. چواک، آلاسکا (VAK) - فرودگاه چواک
17. چوات‌بالوک، آلاسکا (CHU) - فرودگاه چواتهبالوک
18. کروکد کریک، آلاسکا (CKD) - فرودگاه کروکد کریک
19. Deadhorse (SCC) - فرودگاه دادهورس
20. دیرینگ، آلاسکا (DRG) - فرودگاه دیرینگ
21. ایک، آلاسکا (EEK) - فرودگاه ایک
22. الیم، آلاسکا (ELI) - فرودگاه الیم
23. اموناک، آلاسکا (EMK) - فرودگاه اموناک (قطب)
24. گمبل، آلاسکا (GAM) - فرودگاه گمبل
25. گولووین، آلاسکا (GLV) - فرودگاه گلوین
26. گریلینگ، آلاسکا (KGX) - فرودگاه گریلینگ
27. هولی کراس، آلاسکا (HCR) - فرودگاه هولی کراس
28. هوپر بی، آلاسکا (HPB) - فرودگاه خلیج هوپر
29. کالسکاگ بالایی، آلاسکا (KLG) - فرودگاه کالسکاگ
30. کاسیگلوک، آلاسکا (KUK) - فرودگاه کاسیگلوک
31. کیانا، آلاسکا (IAN) - فرودگاه یادبود باب بیکر
32. کیپنوک، آلاسکا (KPN) - فرودگاه کیپ‌نوک
33. کیوالینا، آلاسکا (KVL) - فرودگاه کیوالینا
34. کوبوک، آلاسکا (OBU) - فرودگاه کوبوک
35. کونگیگاناک، آلاسکا (KKH) - فرودگاه کونگیگاناک
36. کوتلیک، آلاسکا (KOT) - فرودگاه کواتلیک
37. کوتزه‌بیو، آلاسکا (OTZ) - فرودگاه یادبود رالف وین (قطب)
38. کویوک، آلاسکا (KKA) - فرودگاه کیوک آلفرد آدامز
39. کوئتلوک، آلاسکا (KWT) - فرودگاه کوتلوک
40. کوئیگیلینگوک، آلاسکا (KWK) - فرودگاه کویگیلینگوک
41. مارشال، آلاسکا (MLL) - فرودگاه سر مارشال دان هانتر
42. مکوریوک، آلاسکا (MYU) - فرودگاه مکوریوک
43. ماونتن ویلج، آلاسکا (MOU) - فرودگاه ماونتن ویلیج
44. نیوتوک، آلاسکا (WWT) - فرودگاه نیوتوک
45. نایت‌میوت، آلاسکا (NME) - فرودگاه نایتموت
46. نوئاتاک، آلاسکا (WTK) - فرودگاه نواتاک
47. نوم، آلاسکا (OME) - فرودگاه نوم (قطب)
48. نورویک، آلاسکا (ORV) - فرودگاه رابرت (باب) کورتیس مموریال
49. نوئیکسوت، آلاسکا (NUI) - فرودگاه نویکسوت
50. نونم ایکوا، آلاسکا / Sheldon Point (SXP) - فرودگاه شلدن پوینت
51. نوناپیچوک، آلاسکا (NUP) - فرودگاه نوناپیتچوک
52. پیلوت استیشن، آلاسکا (PQS) - فرودگاه پیلوت استیشن
53. پوینت لی، آلاسکا (PIZ) - فرودگاه مرکز رادار برد بلند پوینت لی
54. پورت کلرنس، آلاسکا (KPC) - ایستگاه گارد ساحلی پورت کلارنس
55. کوئین‌هاگاک، آلاسکا (KWN) - فرودگاه کوینهاک
56. رد دویل، آلاسکا (RDV) - فرودگاه رد دویل
57. راشین میشن، آلاسکا (RSH) - فرودگاه روسیه میشن
58. ساوونگا، آلاسکا (SVA) - فرودگاه سوونگا
59. اسکامون بی، آلاسکا (SCM) - فرودگاه خلیج سکممن
60. سلاویک، آلاسکا (WLK) - فرودگاه سلویک
61. شاگلوک، آلاسکا (SHX) - فرودگاه شگلوک
62. شاکتولیک، آلاسکا (SKK) - فرودگاه شکتولیک
63. شیشمارف، آلاسکا (SHH) - فرودگاه شیشمارف
64. شونگناک، آلاسکا (SHG) - فرودگاه شانگناک
65. اسلیت‌میوت، آلاسکا (SLQ) - فرودگاه اسلیت‌میوت
66. سنت مریز، آلاسکا (KSM) - فرودگاه سینت ماری آلاسکا (قطب)
67. St. Michael (SMK) - فرودگاه میکائیل
68. استبینز، آلاسکا (WBB) - فرودگاه استبینس
69. تلر، آلاسکا (TLA) - فرودگاه تلر
70. توکسوک بی، آلاسکا (OOK) - فرودگاه تاکسوک بی
71. تولوکساک، آلاسکا (TLT) - فرودگاه تولوکسک
72. تونتوتولیاک، آلاسکا (WTL) - فرودگاه تانتاتالیاک
73. تونوناک، آلاسکا (TNK) - فرودگاه تونوناک
74. اونالاکلیت، آلاسکا (UNK) - فرودگاه آنالاکلت (قطب)
75. وین‌رایت، آلاسکا (AIN) - فرودگاه وینرایت (آلاسکا)
76. وایت ماونتن، آلاسکا (WMO) - فرودگاه وایت مانتین